# Arthur Pilard
Arthur Pilard, född 22 januari 1996, är en fransk cyklist som tävlar i BMX.

## Karriär
Vid EM 2021 i Heusden-Zolder blev Pilard Europamästare i elitklassen samt tog guld i lagtävlingen tillsammans med Léo Garoyan och Dylan Gobert. Vid EM 2022 i Dessel försvarade samma cyklister sitt guld i lagtävlingen. Vid VM 2023 i Glasgow tog han silver i elitklassen.
Vid EM 2024 i Verona blev Pilard Europamästare för andra gången i elitklassen.